# Almeja

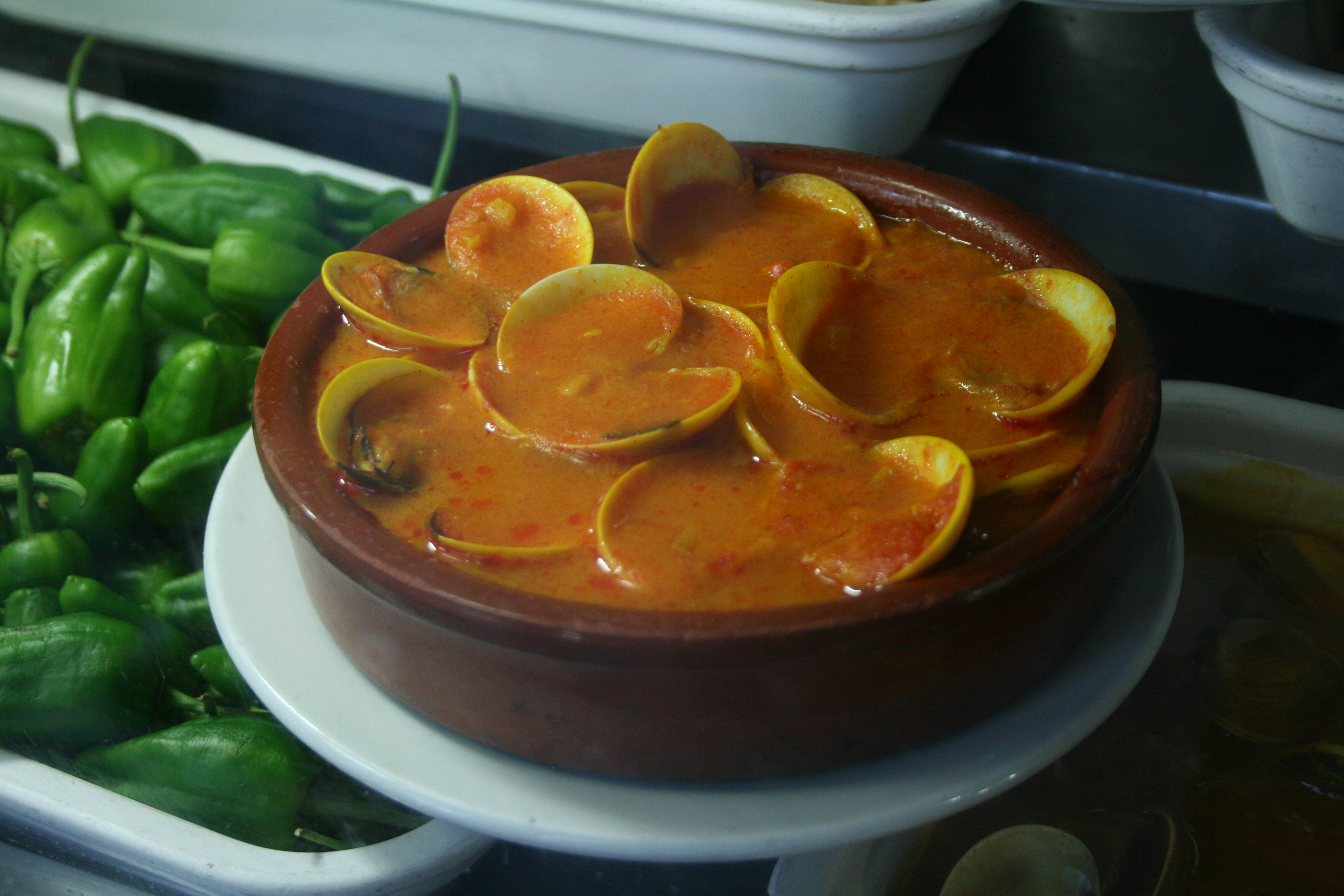
Algunas gastronomías emplean las almejas en la elaboración de platos.

Almeja es el nombre con que comúnmente se conoce a varios moluscos bivalvos que viven enterrados en arenas o barros de las orillas de los ríos y mares. 
- Almeja (Amarilladesma mactroides), se distribuye sobre las costas del océano Atlántico, desde Río de Janeiro, Brasil, hasta la desembocadura del río Negro en la Argentina.
- Almeja americana (Mercenaria mercenaria), vive desde el golfo de San Lorenzo hasta el golfo de México.

- Almeja gigante (Tridacna gigas): vive en los arrecifes coralinos del océano Pacífico y el océano Índico.
- Almeja japónica (Ruditapes philippinarum): originaria de las costas francesas e inglesas, es de crecimiento rápido, por lo cual es utilizada para el cultivo en España, Francia e Inglaterra.
- Almeja de agua dulce (Diplodon chilensis): encontrada comúnmente en los ríos del centro y sur de Chile y de Argentina.
- Almeja de Islandia (Megapitaria squalida): encontrada en el golfo de California.
- Almeja Chocolata (Arctica islandica); que habita en la costa de Islandia, registra el récord de longevidad entre los animales. Concretamente, un ejemplar descubierto en 2006, denominado Ming, alcanzó la edad de 507 años.[1]
- Almeja de Islandia (Ameghinomya antiqua), conocida, coloquialmente, como Taca, la cual habita en las costas del sur de Chile.
- Almeja de Nueva Inglaterra (Mya arenaria): muy común en las costas del Atlántico septentrional, se consume en el noreste de los Estados Unidos.
- Género Ruditapes
- Almeja Einstein Vivó (Megapitaria squalida): encontrada en el golfo de California.
  - Almeja fina europea (Ruditapes decussatus): se encuentra en el Mediterráneo, el norte del océano Atlántico y mar del Norte.
  - Almeja roja (Ruditapes rhomboideus): procedente de las costas portuguesas, actualmente se cultiva en España.
- Género Spisul
  - Almeja blanca (Spisula solida).[2]
- Género Mactra
  - Almeja huevo (Mactra stultorum).[3]
- Género Venerupis
  - Almeja babosa (Venerupis corrugata): cultivada especialmente en Galicia (España).